# Даймон (станция, Токио)

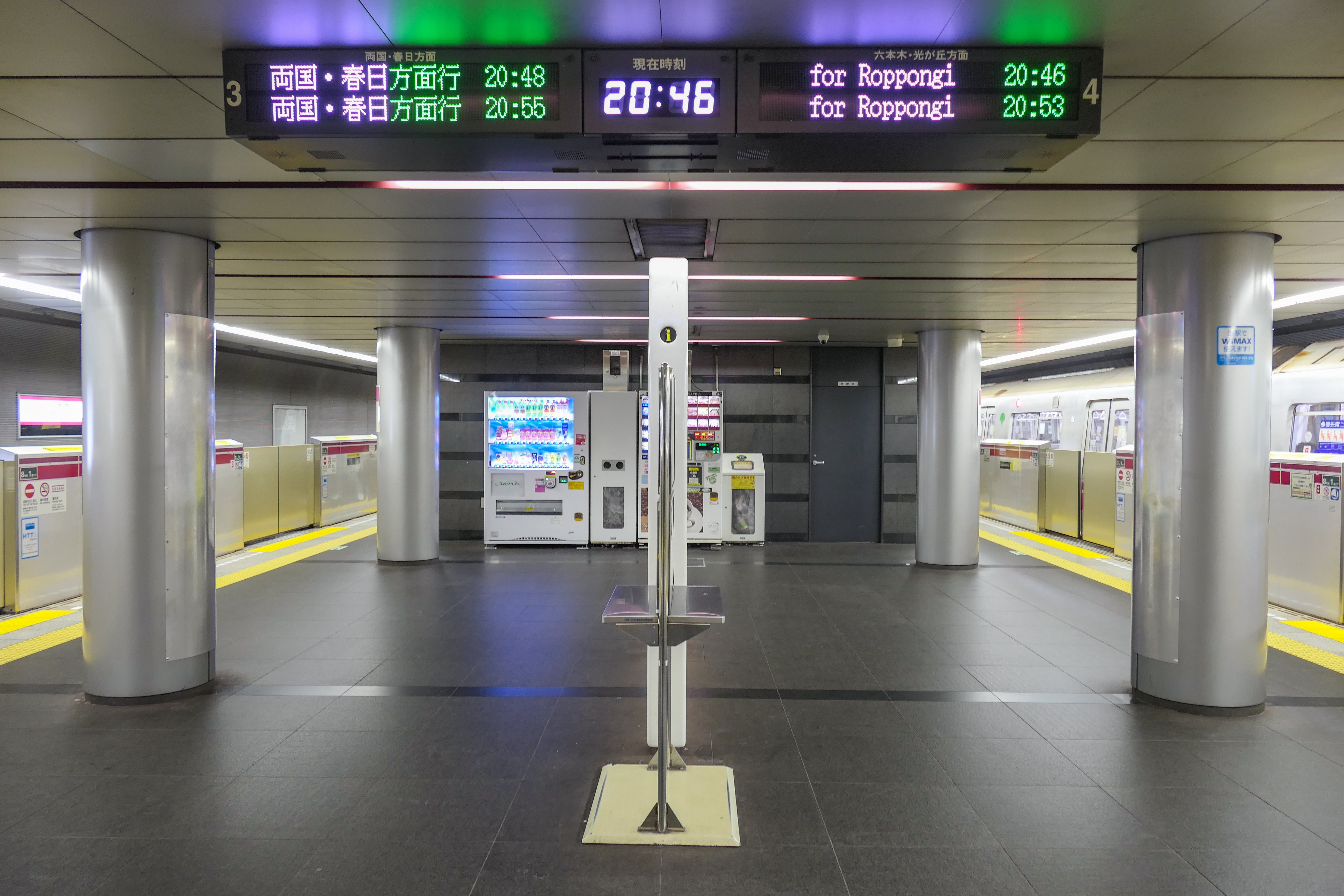
Платформа линии Оэдо

Станция Даймон (яп. 大門駅 даймон эки) — железнодорожная станция на линиях Оэдо и Асакуса, расположенная в специальном районе Минато в Токио. Станция обозначена номером E-20 на линии Оэдо и A-09 на линии Асакуса. На станции установлены автоматические платформенные ворота.

## История
- 1 октября, 1964: Открытие станции на линии Асакуса.
- 12 декабря, 2000: Открытие станции на линии Оэдо.

## Планировка станции
2 платформы бокового типа, одна платформа островного типа и 4 пути.
| 1 | ■ Линия Асакуса | Сэнгакудзи ・ Ниси-Магомэ Линия Кэйкю до станций: Аэропорт Ханэда ・ Мисакигути                  |
| 2 | ■ Линия Асакуса | Нихонбаси ・ Осиагэ Линия Осиагэ до станций: Аэропорт Нарита ・ Инба-Нихон-Идай ・ Сибаяма-Тиёда |
| 3 | ■ Линия Оэдо    | Рёгоку ・ Иидабаси                                                                               |
| 4 | ■ Линия Оэдо    | Роппонги ・ Тотёмаэ ・ Хикаригаока                                                               |

## Близлежащие станции
| «       |  | Линия         |  | »           |
| ------- |  | ------------- |  | ----------- |
| Мита    |  | Линия Асакуса |  | Симбаси     |
| Сиодомэ |  | Линия Оэдо    |  | Акабанэбаси |